# Øystein Aarseth
Øystein Aarseth (Noruego: /ˈøʏstɛɪn ˈɔʂət/), más conocido por su nombre artístico Euronymous (Surnadal, Noruega; 22 de marzo de 1968 - Oslo, 10 de agosto de 1993) fue un músico noruego, conocido por haber sido el guitarrista de la banda noruega de black metal Mayhem y dueño de la discográfica Deathlike Silence. También era dueño de la tienda de discos "Helvete" ("infierno" en noruego) en Oslo. Según la revista Guitar World, Øystein Aarseth se encuentra en el 51° puesto de los mejores guitarristas de metal de la historia.

## Biografía
Aarseth nació en Surnadal, el 22 de marzo de 1968 y creó a Mayhem en 1984. En ese tiempo se hacía llamar "Destructor". Cuando se unió a Mayhem (que en ese entonces consistía en Necrobutcher como bajista y Manheim como batería) se cambió el nombre a Euronymous, que según el propio Aarseth significa "Príncipe de la Muerte" en griego, sin embargo, no tiene una etimología bien construida. Parece que se menciona a un demonio griego llamado Euronymous en la llamada Biblia Satánica, sin embargo, Aarseth despreciaba a Anton LaVey (el escritor de esta "Biblia Satánica"), por lo que es poco probable que tomase el nombre de ahí.
El nombre Euronymous posiblemente provenga de la canción "Triumph of Death" del grupo Hellhammer, donde se menciona la frase "Euronymous sends his souls, buried by horrible mistakes" (Euronymous envía sus almas, enterradas por horribles errores), ya que la mayoría de los otros componentes también cogieron sus seudónimos de este grupo: (Messiah y Maniac) son nombres de canciones de Hellhammer, lo que demuestra la gran influencia que tuvo (junto a Venom, Bathory y Sodom) en su música.
También fue guitarrista de Checker Patrol, una banda que combinaba el black metal con el thrash metal, con integrantes de la banda alemana Assassin.

### Helvete
Helvete era una tienda que poseía Euronymous a principios de la década de 1990 situada en la calle Schweigaards de Oslo. Su significado en noruego es "infierno". Fue un sitio muy importante para los fans del black metal en Noruega y Escandinavia. Allí Euronymous entablaba amistad con ellos. La tienda poseía un sótano, donde más adelante se reunirían los miembros del Inner Circle. La tienda fue cerrada en 1993, unos meses antes del asesinato de su dueño por manos de uno de los integrantes de la misma banda.
A finales de la década de 1980 Euronymous fundó su propia discográfica basándose en una canción ("Deathlike Silence" de Sodom, editada en 1986 en el álbum "Obsessed by Cruelty"). Al principio Euronymous sólo querría firmar con bandas noruegas del mismo escenario musical. Más tarde permitió la entrada a bandas extranjeras como Abruptum y Merciless, de Suecia; o Sigh, de Japón.

### Asesinato
En 1993 Øystein Aarseth fue acuchillado por Varg Vikernes (quien se hacía llamar "Count Grishnackh"), artífice de Burzum. Según el informe oficial fue acuchillado 23 veces: 2 veces en la cabeza, 5 veces en el cuello y 16 veces en la espalda.  Vikernes niegó esto, diciendo que Aarseth se cayó encima de vidrios rotos mientras corría, lo que puede explicar la cantidad considerable de heridas. Este argumento fue desestimado por el informe forense, que confirmó que las heridas fueron causadas por arma blanca. Vikernes aclaró que actuó en defensa propia y bajo amenaza de muerte.
Vikernes fue sentenciado a 21 años de prisión por la quema de iglesias antiguas (algunas con artesanías del siglo XVII) y por el asesinato de Aarseth. Fue puesto en libertad condicional el 24 de mayo de 2009, tras 16 años en prisión, habiendo cumplido la condena más larga de la historia de la Noruega moderna.

## Creencias
Aarseth era practicante de un satanismo teísta e impulsor de la violencia, con una peculiar visión del comunismo. Aunque no usó la música de Mayhem para promover sus visiones políticas, las vio como compatibles con el black metal; rasgos que han sido rechazados (NSBM) y aceptados (RABM) por algunos músicos de black metal, o simplemente ignorados. Euronymous admitía tener un desdén por el individualismo.

## Comunismo
Admirador de líderes comunistas como Stalin o Enver Hoxha, Aarseth fue miembro de la organización juvenil comunista Rød Ungdom (Juventud Roja), donde, de acuerdo al también músico de black metal Kjetil Haraldstad "Frost" adquirió sus dotes de liderazgo, las cuales utilizaría en el movimiento del black metal noruego, donde dirigió el Inner Circle.

## Discografía
| Banda          | Título                    | Grabado   | Publicado |
| -------------- | ------------------------- | --------- | --------- |
| Mayhem         | Pure Fucking Armageddon   | 1985      | 1985      |
| Checker Patrol | Metalion in the Park      | 1986      | 1986      |
| Mayhem         | Deathrehearsal            | 1987      | 1987      |
| Mayhem         | Deathcrush                | 1987      | 1987      |
| Mayhem         | Live in Leipzig           | 1990      | 1993      |
| Burzum         | Burzum                    | 1992      | 1992      |
| Burzum         | Det som Engang var        | 1992      | 1993      |
| Mayhem         | Dawn of the Black Hearts  | 1990      | 1995      |
| Mayhem         | Freezing Moon/Carnage     | 1990      | 1996      |
| Mayhem         | Out from the Dark         | 1991      | 1995      |
| Mayhem         | De Mysteriis Dom Sathanas | 1992–1993 | 1994      |